# Qualifications du tournoi masculin de handball aux Jeux olympiques d'été de 1972
Pour un article plus général, voir Handball aux Jeux olympiques d'été de 1972.
Les qualifications pour le tournoi masculin de handball des Jeux olympiques d'été de 1972 se tiennent entre février 1970 et mars 1972.

## Modalités de qualification
Trente-cinq des nations inscrites à la Fédération internationale de handball ont fait une demande d'inscription, afin de pouvoir participer aux Jeux olympiques. De ces trente-cinq nations, seize seulement peuvent participer à la phase finale, les huit premières équipes du dernier Championnat du monde qui a eu lieu en France au mois de février 1970 tandis que pour les huit places restantes, quatre Tournois Olympiques Eliminatoires ont été organisés dans les secteurs suivants :
- en Asie : 1 place à attribuer entre Japon, Israël et Corée.
- en Amérique : 1 place à attribuer entre Argentine, Canada, Mexique et Etats-Unis ;
- en Afrique : 1 place à attribuer entre Egypte, Algérie, Cameroun, Maroc, Sénégal et Tunisie ;
- En Europe (Tournoi de Madrid), 5 places à attribuer entre seize équipes européennes.

## Équipes qualifiées
Les 16 équipes qualifiées sont :
| Motif de qualification    | Motif de qualification | Date                      | Lieu       | Places | Qualifiés                                                                             |
| ------------------------- | ---------------------- | ------------------------- | ---------- | ------ | ------------------------------------------------------------------------------------- |
| Pays organisateur         | Pays organisateur      | -                         | -          | 1      | Allemagne de l'Ouest                                                                  |
| Championnat du monde      | Championnat du monde   | 26 février au 8 mars 1970 | France     | 7      | Roumanie, Allemagne de l'Est, Yougoslavie, Danemark, Suède , Tchécoslovaquie, Hongrie |
| Tournois de qualification | Asie                   | 13 au 29 novembre 1971    | Japon      | 1      | Japon                                                                                 |
| Tournois de qualification | Amériques              | 2 au 6 février 1972       | États-Unis | 1      | États-Unis                                                                            |
| Tournois de qualification | Europe                 | 15 au 23 mars 1972        | Espagne    | 5      | Union soviétique, Norvège, Islande, Pologne, Espagne                                  |
| Tournois de qualification | Afrique                | 25 au 31 mars 1972        | Tunisie    | 1      | Tunisie                                                                               |

## Championnat du monde 1970
Les sept premières équipes du Championnats du monde 1970 sont qualifiées pour les Jeux olympiques de 1972 tandis que les autres doivent passer par les qualifications continentales :
| Rang                      | Équipe               |
| ------------------------- | -------------------- |
| Médaille d'or, monde      | Roumanie             |
| Médaille d'argent, monde  | Allemagne de l'Est   |
| Médaille de bronze, monde | Yougoslavie          |
| 4e                        | Danemark             |
| 5e                        | Allemagne de l'Ouest |
| 6e                        | Suède                |
| 7e                        | Tchécoslovaquie      |
| 8e                        | Hongrie              |
| 9e à 24e : Non qualifiées |                      |

Remarque : l'Allemagne est déjà qualifié en tant que pays hôte.

## Qualifications continentales

### Tournoi de qualification asiatique
Le tournoi de qualification de la zone Asie a été disputé au Japon du 13 au 29 novembre 1971. Les résultats de ce tournoi sont : 
|   | Équipe       | Pts | J | G | N | P | Bp | Bc | Diff |
| - | ------------ | --- | - | - | - | - | -- | -- | ---- |
| 1 | Japon        | 8   | 4 | 4 | 0 | 0 | 74 | 24 | 50   |
| 2 | Israël       | 2   | 4 | 1 | 0 | 3 | 46 | 63 | -17  |
| 3 | Corée du Sud | 2   | 4 | 1 | 0 | 3 | 43 | 76 | -33  |

Taïwan ayant déclaré forfait, les trois autres équipes se sont rencontrées deux fois.
| Date  | Équipe 1     | Score       | Équipe 2     |
| ----- | ------------ | ----------- | ------------ |
| 13.11 | Japon        | 15-4 (8-1)  | Israël       |
| 16.11 | Corée du Sud | 15-13 (6-4) | Israël       |
| 20.11 | Japon        | 20-6 (10-5) | Corée du Sud |
| 23.11 | Japon        | 18-7 (6-5)  | Israël       |
| 26.11 | Israël       | 22-15 (8-6) | Corée du Sud |
| 29.11 | Japon        | 21-7 (8-4)  | Corée du Sud |

Le Japon obtient sa qualification pour les Jeux olympiques de 1972.

### Tournoi de qualification américain
Le tournoi de qualification de la zone Amérique a été disputé à Elkhart (Indiana) aux États-Unis du 2 au 6 février 1972. Les résultats de ce tournoi sont, : 
|   | Équipe     | Pts | J | G | N | P | Bp | Bc | Diff |
| - | ---------- | --- | - | - | - | - | -- | -- | ---- |
| 1 | États-Unis | 6   | 3 | 3 | 0 | 0 | 70 | 35 | 35   |
| 2 | Canada     | 4   | 3 | 2 | 0 | 1 | 57 | 32 | 25   |
| 3 | Argentine  | 2   | 3 | 1 | 0 | 2 | 53 | 64 | -11  |
| 4 | Mexique    | 0   | 3 | 0 | 0 | 3 | 37 | 86 | -49  |

| Date  | Équipe 1   | Score        | Équipe 2  |
| ----- | ---------- | ------------ | --------- |
| 02.02 | Canada     | 22-11 (8-5)  | Argentine |
| 02.02 | États-Unis | 33-11 (16-3) | Mexique   |
| 04.02 | Canada     | 24-06 (12-3) | Mexique   |
| 04.02 | États-Unis | 22-13 (7-6)  | Argentine |
| 06.02 | Argentine  | 29-20 (11-9) | Mexique   |
| 06.02 | États-Unis | 15-11 (6-5)  | Canada    |

Les États-Unis obtiennent leur qualification pour les Jeux olympiques de 1972.

### Tournoi de qualification africain
Le tournoi de qualification de la zone Afrique a été disputé au Palais des sports d'El Menzah de Tunis en Tunisie du 25 au 31 mars 1972. 
En battant le Maroc par 21 à 9 au cours de l'ultime rencontre du Tournoi préolympique africain à Tunis, la Tunisie a obtenu son visa pour les Jeux de Munich. L'équipe tunisienne avait pourtant frôlé la catastrophe dans cette épreuve puisque au cours de la seconde journée du Tournoi, elle s'était inclinée 16 à 17 face à l'Algérie. L'Égypte, qui était le rival le plus sérieux pour la Tunisie, termine à la seconde place après une défaite face au vainqueur (13-18) et un match nul avec l'Algérie (19 à 19). Malgré ces bons résultats face à la Tunisie et l'Égypte, l'Algérie s'est en revanche inclinée face au Sénégal et au Cameroun et ne termine ainsi qu'à la quatrième place.
Les résultats de ce tournoi sont,,,, :
| Date         | Équipe 1 | Score               | Équipe 2 |
| ------------ | -------- | ------------------- | -------- |
| 25 mars 1972 | Algérie  | 20 – 19             | Maroc    |
| 25 mars 1972 | Tunisie  | 25 – 22             | Sénégal  |
| 25 mars 1972 | Égypte   | 27 – 14             | Cameroun |
| 26 mars 1972 | Algérie  | 17 – 16             | Tunisie  |
| 26 mars 1972 | Sénégal  | 21 – 19             | Cameroun |
| 26 mars 1972 | Égypte   | 22 – 13             | Maroc    |
| 28 mars 1972 | Tunisie  | 18 – 13             | Égypte   |
| 28 mars 1972 | Sénégal  | 21 – 17             | Algérie  |
| 28 mars 1972 | Cameroun | 24 – 17             | Maroc    |
| 29 mars 1972 | Algérie  | 19 – 19             | Égypte   |
| 29 mars 1972 | Tunisie  | 17 – 15             | Cameroun |
| 29 mars 1972 | Sénégal  | 16 – 15             | Maroc    |
| 31 mars 1972 | Tunisie  | 21 – 9, ou 21 – 19  | Maroc    |
| 31 mars 1972 | Cameroun | 19 – 16, ou 19 – 17 | Algérie  |
| 31 mars 1972 | Égypte   | 24 – 17             | Sénégal  |

Le classement final est :
|   | Équipe   | Pts | J | G | N | P | Bp | Bc | Diff |
| - | -------- | --- | - | - | - | - | -- | -- | ---- |
| 1 | Tunisie  | 8   | 5 | 4 | 0 | 1 | 0  | 0  |      |
| 2 | Égypte   | 7   | 5 | 3 | 1 | 1 | 0  | 0  |      |
| 3 | Sénégal  | 6   | 5 | 3 | 0 | 2 | 0  | 0  |      |
| 4 | Algérie  | 5   | 5 | 2 | 1 | 2 | 89 | 94 | -5   |
| 5 | Cameroun | 4   | 5 | 2 | 0 | 3 | 0  | 0  |      |
| 6 | Maroc    | 0   | 5 | 0 | 0 | 5 | 0  | 0  |      |

La Tunisie obtient sa qualification pour les Jeux olympiques de 1972.
Le Camerounais Tagne termine meilleur buteur avec 26 buts en cinq matches, devant l'Égyptien Chatta (24).
L'effectif de l'Algérie dans ce tournoi comprenait : Fayçal Hachemi, Zoheir Negli, Amara, Farouk Bouzerar, Abdelkader Boukhobza, Driss Lamdjadani, Bouras, Nadir Larbaoui. Entraineurs : Mircea Costache II et Djoudi

### Tournoi de qualification européen
Le tournoi de qualification de la zone Europe a été disputé en Espagne du 15 au 23 mars 1972,

#### Tour préliminaire
Les 16 équipes sont réparties dans 4 poules de 4 équipes. Les deux premiers sont qualifiées pour le tour principal tandis que les deux derniers jouent des matchs de classement. Les résultats du tour préliminaire sont, :
|   | Équipe   | Pts | J | G | N | P | Bp | Bc | Diff |  | Résultats (dom.\ext.) |  |       |       |       |
| - | -------- | --- | - | - | - | - | -- | -- | ---- |  | --------------------- |  | ----- | ----- | ----- |
| 1 | Norvège  | 5   | 3 | 2 | 1 | 0 | 65 | 24 | 41   |  | Norvège               |  | 14-14 | 22- 9 | 29- 1 |
| 2 | Islande  | 4   | 3 | 1 | 2 | 0 | 55 | 34 | 21   |  | Islande               |  |       | 10-10 | 31-10 |
| 3 | Finlande | 1   | 3 | 0 | 1 | 1 | 57 | 47 | 10   |  | Finlande              |  |       |       | 38-15 |
| 4 | Belgique | 0   | 3 | 0 | 0 | 2 | 26 | 98 | -72  |  | Belgique              |  |       |       |       |

Remarque : Une incertitude pèse sur le score entre la Finlande et la Belgique (28-15 ou 38-15). Néanmoins, en page 4, la FFHB évoque bien une différence de buts de -72, si bien que 38-15 est vraisemblablement le score correct.
|   | Équipe   | Pts | J | G | N | P | Bp | Bc | Diff |  | Résultats (dom.\ext.) |  |       |       |       |
| - | -------- | --- | - | - | - | - | -- | -- | ---- |  | --------------------- |  | ----- | ----- | ----- |
| 1 | Autriche | 4   | 3 | 2 | 0 | 1 | 44 | 43 | 1    |  | Autriche              |  | 11-15 | 20-19 | 13- 9 |
| 2 | Bulgarie | 4   | 3 | 2 | 0 | 1 | 37 | 37 | 0    |  | Bulgarie              |  |       | 12-10 | 10-16 |
| 3 | France   | 2   | 3 | 1 | 0 | 2 | 45 | 44 | 1    |  | France                |  |       |       | 16-12 |
| 4 | Pays-Bas | 2   | 3 | 1 | 0 | 2 | 37 | 39 | -2   |  | Pays-Bas              |  |       |       |       |

Cette poule B s'avère la plus serrée puisque les 4 équipes ont quasiment la même différence de buts alors que dans les autres poules, il y a une nette différence entre les deux premiers et les deux derniers. Malgré deux défaites lors des deux premiers matchs, la France peut encore se qualifier pour le tour principal si elle s'impose face aux Pays-Bas d'au moins trois buts (ce qu'elle fait puisqu'elle gagne 16 à 12 après avoir eu une avance de 7 buts) et si l'Autriche bat la Bulgarie... mais les Bulgares s'imposent 15 à 11 et obtiennent la seconde place qualificative pour le tour principal.
|   | Équipe          | Pts | J | G | N | P | Bp | Bc  | Diff |  | Résultats (dom.\ext.) |  |       |       |       |
| - | --------------- | --- | - | - | - | - | -- | --- | ---- |  | --------------------- |  | ----- | ----- | ----- |
| 1 | Espagne         | 6   | 3 | 3 | 0 | 0 | 89 | 34  | 55   |  | Espagne               |  | 19-12 | 30-17 | 40- 5 |
| 2 | Suisse          | 4   | 3 | 2 | 0 | 1 | 79 | 38  | 41   |  | Suisse                |  |       | 17-16 | 37- 2 |
| 3 | Luxembourg      | 2   | 3 | 1 | 0 | 2 | 71 | 72  | -1   |  | Luxembourg            |  |       |       | 37-12 |
| 4 | Grande-Bretagne | 0   | 3 | 0 | 0 | 3 | 19 | 114 | -95  |  | Grande-Bretagne       |  |       |       |       |

Remarque : Une incertitude pèse sur le score entre la Suisse et le Luxembourg (17-16 ou 17-6). Néanmoins, le score à la mi-temps étant de 9-7, 17-16 est nécessairement le score correct.
|   | Équipe           | Pts | J | G | N | P | Bp | Bc | Diff |  | Résultats (dom.\ext.) |  |       |       |       |
| - | ---------------- | --- | - | - | - | - | -- | -- | ---- |  | --------------------- |  | ----- | ----- | ----- |
| 1 | Union soviétique | 6   | 3 | 3 | 0 | 0 | 77 | 29 | 48   |  | Union soviétique      |  | 17-13 | 23- 6 | 37-10 |
| 2 | Pologne          | 4   | 3 | 2 | 0 | 1 | 81 | 40 | 41   |  | Pologne               |  |       | 29- 9 | 39-14 |
| 3 | Portugal         | 2   | 3 | 1 | 0 | 2 | 38 | 65 | -27  |  | Portugal              |  |       |       | 23-13 |
| 4 | Italie           | 0   | 3 | 0 | 0 | 3 | 37 | 99 | -62  |  | Italie                |  |       |       |       |

#### Tournois de classement (niveau bas)
|  | Demi-finales de classement | Demi-finales de classement |                         |    | Match pour la 9e place | Match pour la 9e place |
|  | Demi-finales de classement | Demi-finales de classement |                         |    | Match pour la 9e place | Match pour la 9e place |
|  |                            |                            |                         |    |                        |                        |
|  | 21 mars 1972, La Corogne   | 21 mars 1972, La Corogne   |                         |    | 23 mars 1972, Vigo     | 23 mars 1972, Vigo     |
|  | 21 mars 1972, La Corogne   | 21 mars 1972, La Corogne   |                         |    | 23 mars 1972, Vigo     | 23 mars 1972, Vigo     |
|  | France                     | 14                         |                         |    | 23 mars 1972, Vigo     | 23 mars 1972, Vigo     |
|  | France                     | 14                         |                         |    | 23 mars 1972, Vigo     | 23 mars 1972, Vigo     |
|  | Finlande                   | 7                          |                         |    | 23 mars 1972, Vigo     | 23 mars 1972, Vigo     |
|  | Finlande                   | 7                          | France                  | 16 |                        |                        |
|  | 21 mars 1972, Pontevedra   |                            | France                  | 16 |                        |                        |
|  |                            | Luxembourg                 | 11                      |    |                        |                        |
|  | Luxembourg                 | Luxembourg                 | 11                      | 23 |                        |                        |
|  | Luxembourg                 |                            |                         | 23 |                        |                        |
|  | Portugal                   | 22                         |                         |    |                        |                        |
|  | Portugal                   | 22                         | Match pour la 11e place |    |                        |                        |
|  |                            |                            |                         |    |                        |                        |
|  | 23 mars 1972, La Corogne   |                            |                         |    |                        |                        |
|  |                            |                            |                         |    |                        |                        |
|  | Finlande                   | 25                         |                         |    |                        |                        |
|  | Finlande                   | 25                         |                         |    |                        |                        |
|  | Portugal                   | 15                         |                         |    |                        |                        |
|  | Portugal                   | 15                         |                         |    |                        |                        |

|  | Demi-finales de classement | Demi-finales de classement |                         |    | Match pour la 13e place | Match pour la 13e place |
|  | Demi-finales de classement | Demi-finales de classement |                         |    | Match pour la 13e place | Match pour la 13e place |
|  |                            |                            |                         |    |                         |                         |
|  | 21 mars 1972, León         | 21 mars 1972, León         |                         |    | 23 mars 1972, León      | 23 mars 1972, León      |
|  | 21 mars 1972, León         | 21 mars 1972, León         |                         |    | 23 mars 1972, León      | 23 mars 1972, León      |
|  | Pays-Bas                   | 15                         |                         |    | 23 mars 1972, León      | 23 mars 1972, León      |
|  | Pays-Bas                   | 15                         |                         |    | 23 mars 1972, León      | 23 mars 1972, León      |
|  | Belgique                   | 14                         |                         |    | 23 mars 1972, León      | 23 mars 1972, León      |
|  | Belgique                   | 14                         | Pays-Bas                | 28 |                         |                         |
|  | 21 mars 1972, León         |                            | Pays-Bas                | 28 |                         |                         |
|  |                            | Italie                     | 10                      |    |                         |                         |
|  | Italie                     | Italie                     | 10                      | 23 |                         |                         |
|  | Italie                     |                            |                         | 23 |                         |                         |
|  | Grande-Bretagne            | 13                         |                         |    |                         |                         |
|  | Grande-Bretagne            | 13                         | Match pour la 15e place |    |                         |                         |
|  |                            |                            |                         |    |                         |                         |
|  | 23 mars 1972, León         |                            |                         |    |                         |                         |
|  |                            |                            |                         |    |                         |                         |
|  | Belgique                   | 31                         |                         |    |                         |                         |
|  | Belgique                   | 31                         |                         |    |                         |                         |
|  | Grande-Bretagne            | 01                         |                         |    |                         |                         |
|  | Grande-Bretagne            | 01                         |                         |    |                         |                         |

#### Tournois de classement (niveau haut)
Les 8 meilleures équipes sont réparties dans 2 poules de 4 équipes. Les équipes de même rang de chaque poule s'affrontent pour déterminer le classement final. Les résultats du tour principal sont, :
|   | Équipe   | Pts | J | G | N | P | Bp | Bc | Diff |  | Résultats (dom.\ext.) |  |       |       |       |
| - | -------- | --- | - | - | - | - | -- | -- | ---- |  | --------------------- |  | ----- | ----- | ----- |
| 1 | Norvège  | 5   | 3 | 2 | 1 | 0 | 50 | 34 | 16   |  | Norvège               |  | 14-14 | 17-11 | 19- 9 |
| 2 | Islande  | 5   | 3 | 2 | 1 | 0 | 58 | 43 | 15   |  | Islande               |  |       | 19-10 | 25-19 |
| 3 | Bulgarie | 2   | 3 | 1 | 0 | 2 | 36 | 47 | -11  |  | Bulgarie              |  |       |       | 15-11 |
| 4 | Autriche | 0   | 3 | 0 | 0 | 3 | 39 | 59 | -20  |  | Autriche              |  |       |       |       |

|   | Équipe           | Pts | J | G | N | P | Bp | Bc | Diff |  | Résultats (dom.\ext.) |  |       |       |       |
| - | ---------------- | --- | - | - | - | - | -- | -- | ---- |  | --------------------- |  | ----- | ----- | ----- |
| 1 | Union soviétique | 6   | 3 | 3 | 0 | 0 | 58 | 40 | 18   |  | Union soviétique      |  | 17-13 | 22-15 | 19-12 |
| 2 | Pologne          | 4   | 3 | 2 | 0 | 1 | 52 | 46 | 6    |  | Pologne               |  |       | 21-16 | 18-13 |
| 3 | Espagne          | 2   | 3 | 1 | 0 | 2 | 50 | 55 | -5   |  | Espagne               |  |       |       | 19-12 |
| 4 | Suisse           | 0   | 3 | 0 | 0 | 3 | 37 | 56 | -19  |  | Suisse                |  |       |       |       |

Les résultats des finales sont, :
| Match                  | Date         | Lieu   | Équipe 1         | Score           | Équipe 2 |
| ---------------------- | ------------ | ------ | ---------------- | --------------- | -------- |
| Finale                 | 25 mars 1972 | Madrid | Union soviétique | 15 – 14 (8-7)   | Norvège  |
| Match pour la 3e place | 24 mars 1972 | Madrid | Islande          | 21 – 19 (12-10) | Pologne  |
| Match pour la 5e place | 24 mars 1972 | Madrid | Espagne          | 18 – 15 (11-5)  | Bulgarie |
| Match pour la 7e place | 25 mars 1972 | Madrid | Suisse           | 22 – 11 (?-?)   | Autriche |

### Classement final
Le classement final de ce tournoi est, : 
|    | Équipe           | Pts | J | G | N | P | Bp  | Bc  | Diff |
| -- | ---------------- | --- | - | - | - | - | --- | --- | ---- |
| 1  | Union soviétique | 12  | 6 | 6 | 0 | 0 | 133 | 70  | 63   |
| 2  | Norvège          | 9   | 6 | 4 | 1 | 1 | 115 | 59  | 56   |
| 3  | Islande          | 10  | 6 | 4 | 2 | 0 | 120 | 82  | 38   |
| 4  | Pologne          | 8   | 6 | 4 | 0 | 2 | 139 | 90  | 49   |
| 5  | Espagne          | 8   | 6 | 4 | 0 | 2 | 138 | 92  | 46   |
| 6  | Bulgarie         | 4   | 6 | 2 | 0 | 4 | 73  | 91  | -18  |
| 7  | Suisse           | 6   | 6 | 3 | 0 | 3 | 126 | 86  | 40   |
| 8  | Autriche         | 4   | 6 | 2 | 0 | 4 | 83  | 109 | -26  |
|    |                  |     |   |   |   |   |     |     |      |
| 9  | France           | 6   | 5 | 3 | 0 | 2 | 75  | 62  | 13   |
| 10 | Luxembourg       | 4   | 5 | 2 | 0 | 3 | 105 | 110 | -5   |
| 11 | Finlande         | 5   | 5 | 2 | 1 | 2 | 89  | 76  | 13   |
| 12 | Portugal         | 2   | 5 | 1 | 0 | 4 | 75  | 113 | -38  |
|    |                  |     |   |   |   |   |     |     |      |
| 13 | Pays-Bas         | 6   | 5 | 3 | 0 | 2 | 80  | 63  | 17   |
| 14 | Italie           | 2   | 5 | 1 | 0 | 4 | 70  | 140 | -70  |
| 15 | Belgique         | 2   | 5 | 1 | 0 | 4 | 71  | 114 | -43  |
| 16 | Grande-Bretagne  | 0   | 5 | 0 | 0 | 5 | 33  | 168 | -135 |